# Lijst van platenlabels S
Dit is een lijst van platenlabels met als beginletter een S.
- S-Curve Records
- Saban Capital Group
- Saddle Creek Records
- Sally Forth Records
- Scantraxx Records
- Seamiew Records
- Second Shimmy
- See Saw
- Session Records
- Shady Records
- Shimmy Disc
- SideOneDummy Records
- Signature Records
- Silkheart Records
- SI Music
- Skanky'Lil Records
- SM Entertainment
- Smallman Records
- Snowstar Records

- SOLAR Records
- Solid State Records
- Sonet Records
- SongBird
- SonicAngel
- Sony Music Entertainment Japan
- Sony Music The Legacy
- SPEC Entertainment
- Specialty Records
- Spinnin' Records
- Spivey Records
- Spooky Girl
- Spotlite Records
- Stainless Audio Works
- Stardumb Records
- Starship Entertainment
- St. George Records
- Stones Throw Records
- StraightOn Recordings

- Strengholt Holding
- Studio Wee
- Sublogic Corporation
- Sub Pop
- Suburban Home Records
- Suburban Records
- Sun Records (1906)
- Sun Records (1920)
- Sun Records (Phillips)
- Sunrise Records
- Sunspot Records
- Stomp Off
- Studio !K7
- Sunrise Records
- Swing (platenlabel)
- Swingmaster Records
- Syngate Records